# Lie
"Lie" je osma pjesma s albuma Awake (izdan 1994. godine) i drugi izdani singl američkog progresivnog metal sastava Dream Theater. Tekst pjesme napisao je klavijaturist Kevin Moore, iako se on sam ne pojavljuje u glazbenom videu skladbe, jer je do tada već bio napustio sastav. 
Skladba "Lie" ujedno se može smatrati kao nastavak skladbe "The Mirror" zbog činjenice da su glazbeno i tematski povezane, iako je skladbu "The Mirror" napisao Mike Portnoy.
Osim naslovne skladbe na singlu se još nalaze skladbe "Space-Dye Vest", "Another Day (uživo)" i "To Live Forever" koja je bila po prvi put objavljena kroz ovaj singl. 

## Popis pjesama na singl izdanju
| Br. | Skladba               | Tekstopisac          | Skladatelj    | Trajanje |
| --- | --------------------- | -------------------- | ------------- | -------- |
| 1.  | »Lie« (radio verzija) | Kevin Moore          | Dream Theater | 5:03     |
| 2.  | »Space-Dye Vest«      | Moore                | Moore         | 7:31     |
| 3.  | »To Live Forever«     | John Petrucci, Moore | Dream Theater | 4:56     |
| 4.  | »Another Day« (uživo) | Petrucci             | Dream Theater | 4:43     |

## Izvođači
- James LaBrie - vokali
- John Petrucci - električna gitara, akustična gitara
- John Myung - bas-gitara
- Mike Portnoy - bubnjevi
- Kevin Moore - klavijature

## Vanjske poveznice
- Službene stranice sastava Dream Theater